# بالائور (دایناسور)
بالائور (دایناسور) (نام علمی: Balaur bondoc) نام یک گونه از تیره دونده‌خزندگان و از خویشاوندان نزدیک ولاسیرپتر بود که ۷۰ میلیون سال پیش در اروپای شرقی می زیست.

## ویژگی ها
بیشتر اعضای زیرخانواده زودربائیان ساکن آسیا بوده اند بالائور تنها گونه ای از آن ها بود که در اروپا می زیست بالائور تقریباً هم اندازه ولوسیرپتر بود و حدود ۱.۸ تا ۲.۱ متر طول داشته است اما از خویشاوند نزدیک خود بدنی توپرتر و عضلانی تر داشته است اما ویژگی خاص و اصلی این جانور شکل عجیب دست و پای او بوده است انگشت سوم دست بالائور تحلیل رفته و کوچک بود و این دایناسور عملاً دو انگشت برای شکار در دستان خود داشت همچنین انگشت نخست پا که در دایناسورهای گوشتخوار کوچک بود و در عقب پا قرار داشت در این دایناسور به سمت جلو آمده بود و حالتی چون انگشت دوم پای این دایناسور پیدا کرده بود و مانند انگشت دوم دارای یک ناخن داسی شکل شده بود بنابراین بالائور دایناسوری شکاری با دو چنگال در دست و دو ناخن داسی شکل در پای خود برای شکارکردن بوده است.